# Primera División de Chile 1940
Primera División de Chile 1940 var den chilenska högstaligan i fotboll för herrar för säsongen 1940, som slutade med att Universidad de Chile vann för första gången. Ligan bestod av 10 lag som spelade mot varandra två gånger var, vilket innebar 18 omgångar.
Santiago National slog ihop sig med Juventus och bildade den nya klubben Santiago National Juventus, och tog över Santiago Nationals plats i högstadivisionen.

## Sluttabell
| Plac | Lag                  | Poäng | S  | V  | O | F  | GM | IM | MSK |
| ---- | -------------------- | ----- | -- | -- | - | -- | -- | -- | --- |
| 1    | Universidad de Chile | 26    | 18 | 12 | 2 | 4  | 46 | 31 | 15  |
| 2    | Audax Italiano       | 23    | 18 | 10 | 3 | 5  | 51 | 38 | 13  |
| 3    | Santiago N. Juventus | 22    | 18 | 8  | 6 | 4  | 36 | 32 | 4   |
| 4    | Colo-Colo            | 21    | 18 | 10 | 1 | 7  | 45 | 37 | 8   |
| 5    | Green Cross          | 18    | 18 | 7  | 4 | 7  | 47 | 49 | -2  |
| 6    | Magallanes           | 17    | 18 | 8  | 1 | 9  | 47 | 49 | -2  |
| 7    | Santiago Morning     | 15    | 18 | 6  | 3 | 9  | 43 | 48 | -5  |
| 8    | Santiago Badminton   | 14    | 18 | 4  | 6 | 8  | 38 | 47 | -9  |
| 9    | Universidad Católica | 14    | 18 | 5  | 4 | 9  | 34 | 43 | -9  |
| 10   | Unión Española       | 10    | 18 | 3  | 4 | 11 | 30 | 43 | -13 |

| Primera División Vinnare av Primera División 1940 |
| ------------------------------------------------- |
| Chile                                             |
| Universidad de Chile 1:a titeln                   |